# جبال كيليان
جبال كيليان أو تشيليان (بالتبتية: མདོ་ལ་རིང་མོ)، جنبًا إلى جنب مع جبال ألتين تاغ المعروفة أحيانًا باسم نان شان، كما تقع إلى الجنوب من ممر هيكسي، وهي منطقة نائية شمالية لجبال كونلون، وتشكل الحدود بين تشينغهاي ومقاطعات قانسو في شمال الصين.